# Nicotiana
Nicotiana és un gènere de plantes de la família de les solanàcies.

## Particularitats
Hi ha més de 60 espècies. El nom li va ser donat en homenatge a Jean Nicot, l'ambaixador francès a Lisboa que importà a França al tabac de Virgínia el 1560. Nicotiana prové del francès nicotiane, nom culte del tabac.

## Taxonomia
- Nicotiana acuminata
- Nicotiana alata
- Nicotiana attenuata
- Nicotiana bigelovil
- Nicotiana clevelandii
- Nicotiana debneyi
- Nicotiana excelsior
- Nicotiana exigua
- Nicotiana forgetiana
- Nicotiana glauca - tabac de jardí
- Nicotiana glutinosa
- Nicotiana kawakamii
- Nicotiana knightiana
- Nicotiana langsdorffii
- Nicotiana longiflora
- Nicotiana obtusifolia
- Nicotiana otephora
- Nicotiana paniculata
- Nicotiana plumbagifolia
- Nicotiana quadrivalvis
- Nicotiana repanda
- Nicotiana rustica - tabac de pota
- Nicotiana x sanderae
- Nicotiana suaveolens
- Nicotiana sylvestris
- Nicotiana tabacum - tabaquera
- Nicotiana tomentosa